# Deniz Tekin

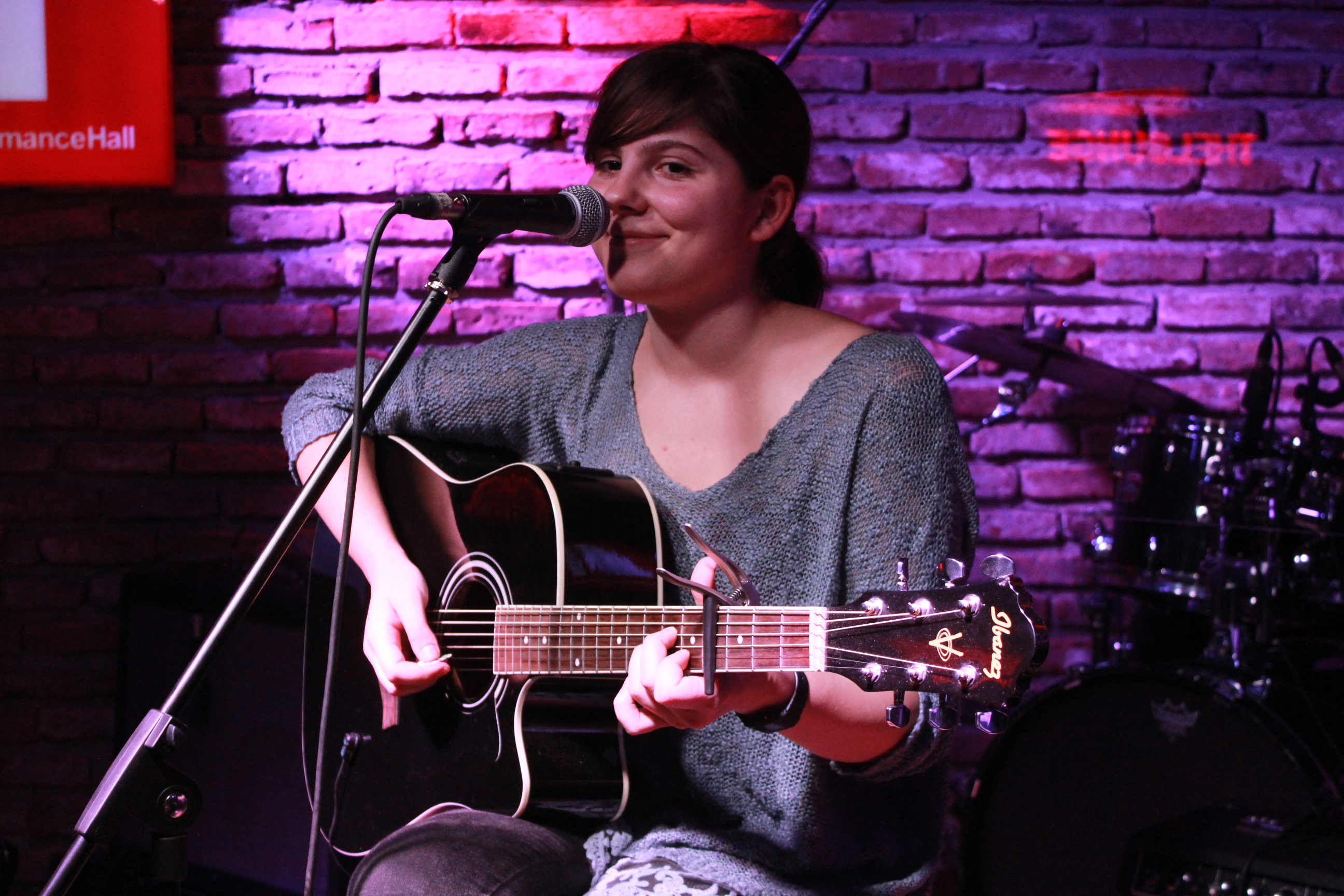
Deniz Tekin, 2015

Hatice Deniz Tekin (geboren am 7. Juni 1997 in İzmir) ist eine türkische Sängerin und Songwriterin.

## Leben und Karriere
Deniz Tekin, deren Eltern Zahnärzte im öffentlichen Dienst waren, wuchs die ersten Jahre in Konak auf. Im Alter von acht Jahren begann sie Klavier und Querflöte zu spielen. Während der Schulzeit beteiligte sie sich an lokalen Musikgruppen, mit 16 Jahren spielte sie Live-Musik in kleinen Cafés. Ihre Cover-Versionen bekannter Songs erregten Aufmerksamkeit, 2017 veröffentlichte sie ihr erstes Studioalbum, Kozakuluçka. 
2019 war sie am Rap-Projekt Susamam (produziert von Şanışer) beteiligt, einer kritischen Abrechnung mit der Ära von Recep Tayyip Erdoğan in Form eines Musikvideos.
Sie studiert westliche Sprachen und Literatur an der Boğaziçi Üniversitesi.

## Diskografie

### Alben
- 2017: Kozakuluçka

### EPs
- 2021: Kuyu (mit CanBey)

### Singles (Auswahl)
- 2017: Beni Vur (Akustik)
- 2017: Bende Bir Problem Var
- 2017: Belki (mit Dolu Kadehi Ters Tut & Can Ozan)
- 2017: Muteriz (mit Neyse)
- 2018: Baktın Olmuyo (mit Can Ozan)
- 2019: Susamam (u. a. mit Şanışer, Defkhan & Fuat)
- 2019: Yıldızlar